# Pietro Angelozzi
Pietro Angelozzi (* 9. November 1925 in Rotella, Italien; † 22. März 2015 in Gossau SG) war ein italienisch-schweizerischer Künstler der Art brut.

## Leben und Werk
Pietro Angelozzis Mutter starb, als er elf Monate alt war. Danach wuchs er vor allem beim Grossvater und bei einer Tante auf. Bereits mit fünf Jahren arbeitete er als Schafhirte und später als Knecht auf umliegenden Bauernhöfen. Er erlernte keinen Beruf und verweigerte den Militärdienst. 1963 kam er in die Ostschweiz, wo er als Hilfsarbeiter auf dem Bau und in einer Fabrik, dann als Lagerarbeiter in einer Migros-Betriebszentrale tätig war. Er wohnte in Gossau, wo er die letzten Lebensjahre im Betagtenheim «Schwalbe» verbrachte.
Angelozzis Bilder handeln von seinen insgesamt sieben Visionen, die er zwischen 1932 und 1974 erlebt haben soll, aber auch von Stationen seines Lebens, etwa das Leben beim Grossvater auf dem Lande.
Angelozzis Bilder wurden in vielen Ausstellungen gezeigt: mehrmals im Museum im Lagerhaus in St. Gallen, das eine Werkgruppe von ihm besitzt, im Kunstmuseum des Kantons Thurgau oder in Langenthal.
Seine letzte eigene Ausstellung hatte Pietro Angelozzi im Dezember 2012 in der Galerie Tolle in Rehetobel.

## Ausstellungen
- 2001 Zwischen Himmel und Heute. Visionen, Träume, Phantastereien Kunsthaus Langenthal (Gruppenausstellung)
- 2007/2008 Feuer-Welten. «Heisse» Bilder aus der Museumssammlung, Museum im Lagerhaus, St. Gallen (Gruppenausstellung)
- 2012: Kunstgalerie Tolle, Rehetobel (Gruppenausstellung)
- 2015–2016: Ego-Dokumente, Museum im Lagerhaus, St. Gallen (Gruppenausstellung)